# Liste der Abgeordneten der Landstände des Großherzogtums Hessen (1. Wahlperiode)
Diese Liste stellt die Abgeordneten des ersten Landtags des Großherzogtums Hessen im Jahr 1820 dar.

## Der 1. Landtag
Der Landtag bestand aus zwei Kammern. Er wurde zu einer Landtagssession vom 27. Mai 1820 bis zum 8. Juni 1821 zusammengerufen. Er endete mit einem Landtagsabschied.
Das Präsidium der beiden Kammern wurde gebildet durch:
| Kammer    | Präsident                       | 2. Präsident                  | 1. Sekretär                     | 2. Sekretär                  |
| --------- | ------------------------------- | ----------------------------- | ------------------------------- | ---------------------------- |
| 1. Kammer | Friedrich Graf zu Solms-Laubach | Jeanot Riedesel               | Franz Joseph Freiherr von Arens | Carl Joseph von Wrede        |
| 2. Kammer | Eigenbrodt                      | Breidenbach gen. Breidenstein | Knapp                           | erst Maubuisson, dann Keller |

## Erste Kammer
Vorbemerkung: Teilweise nahmen die Standesherren ihr Mandat nicht wahr. In der Liste sind die teilnahmeberechtigten Standesherren ohne Berücksichtigung der tatsächlichen Teilnahme am Landtag aufgeführt.
| Titel und Name                                                              | Mandat                              | Anmerkung                                          |
| --------------------------------------------------------------------------- | ----------------------------------- | -------------------------------------------------- |
| Groß- und Erbprinz Ludwig                                                   | Prinzen des großherzoglichen Hauses |                                                    |
| Prinz Emil von Hessen-Darmstadt                                             | Prinzen des großherzoglichen Hauses |                                                    |
| Landgraf Christian                                                          | Prinzen des großherzoglichen Hauses |                                                    |
| Friedrich I. zu Leiningen-Westerburg-Altleiningen                           | Standesherren                       | Fürstentum Leiningen                               |
| August zu Stolberg-Roßla                                                    | Standesherren                       | Stolberg (Adelsgeschlecht)                         |
| Friedrich zu Solms-Laubach                                                  | Standesherren                       | Solms-Laubach                                      |
| Christian Friedrich Graf zu Stolberg-Wernigerode                            | Standesherren                       | Stolberg-Wernigerode                               |
| Nicht vertreten                                                             | Standesherren                       | Isenburg-Birstein                                  |
| Graf Ernst Casimir I. zu Ysenburg und Büdingen                              | Standesherren                       | Ysenburg und Büdingen, Präsident der ersten Kammer |
| Albrecht Graf zu Erbach-Fürstenau                                           | Standesherren                       | Erbach-Fürstenau                                   |
| Franz I. zu Erbach-Erbach                                                   | Standesherren                       | Erbach-Erbach                                      |
| Wilhelm Graf zu Solms-Braunfels                                             | Standesherren                       | Solms-Braunfels                                    |
| Maximilian Graf zu Erbach-Schönberg                                         | Standesherren                       | Erbach-Schönberg                                   |
| Karl zu Solms-Rödelheim                                                     | Standesherren                       | Solms-Rödelheim                                    |
| Friedrich Magnus II. zu Solms-Wildenfels                                    | Standesherren                       | Solms-Wildenfels                                   |
| Carl Ludwig Johann Hermann Riedesel Freiherr zu Eisenbach (genannt Jeannot) | Standesherren                       | Riedesel – 2. Präsident der ersten Kammer          |
| Karl Thomas zu Löwenstein-Wertheim-Rosenberg                                | Standesherren                       | Löwenstein-Wertheim-Rosenberg                      |
| Carl Heinrich Graf von Schlitz genannt von Görtz                            | Standesherren                       | Schlitz genannt von Görtz                          |
| Geheimer Staatsrat Carl Joseph von Wreden                                   | Römisch-katholische Kirche          | als Vertreter des Landesbischofs                   |
| Geistlicher Geheimrat Johann Ernst Christian Schmidt                        | Evangelische Kirche                 |                                                    |
| Oberappelations-Gerichtsrat Franz Joseph Freiherr von Arens                 | Landesuniversität Gießen            | Kanzler der Universität Gießen                     |
| Staatsminister Freiherr Karl du Thil                                        | Berufene Mitglieder auf Lebenszeit  |                                                    |
| Geheimrat Franz Wilhelm Freiherr von Wiesenhütten                           | Berufene Mitglieder auf Lebenszeit  |                                                    |
| Baron Heinrich von Mappes                                                   | Berufene Mitglieder auf Lebenszeit  |                                                    |

## Zweite Kammer
| Name                                               | Wahlbezirk                                 | Ausschuss  | Anmerkung       |
| -------------------------------------------------- | ------------------------------------------ | ---------- | --------------- |
| Franz Philipp Aull                                 | Rheinhessen 4/Wörrstadt                    | II, III    | 0               |
| Wilhelm Balser                                     | Oberhessen/Stadt Gießen                    | I, II      | 0               |
| Edmund Bläss                                       | Starkenburg 6/Lorsch                       | 0          | 0               |
| Franz Christoph Braun                              | Rheinhessen 6/Oppenheim                    | 0          | 0               |
| Carl Breidenbach zu Breidenstein                   | Grundherrlicher Adel                       | I          | (2. Präsident)  |
| Karl Philipp Wilhelm von Buseck                    | Oberhessen9/Okarben-Vilbel                 | 0          | 0               |
| Karl Christian Eigenbrodt                          | Starkenburg 10/Breuberg-Höchst             | 0          | (Präsident)     |
| Johann Peter Engeroff                              | Starkenburg 2/Groß-Gerau                   | 0          | 0               |
| Johannes Fächer                                    | Starkenburg 4/Seligenstadt-Babenhausen     | 0          | 0               |
| Johann Conrad Freiherr von Firnhaber von Eberstein | Grundherrlicher Adel                       | 0          | 0               |
| Peter Joseph Floret                                | Oberhessen 11/Hungen                       | I, II      | 0               |
| Hans Christoph Ernst Freiherr von Gagern           | Rheinhessen 7 / Pfeddersheim               | II         | 0               |
| Johann Konrad Geißel                               | Oberhessen 5/Romrod                        | 0          | 0               |
| Theodor Gilmer                                     | Oberhessen 2/Gladenbach                    | I, II      | 0               |
| Friedrich von Grolman(n)                           | Oberhessen 13/Gedern-Ortenberg             | II         | 0               |
| Johannes Groth                                     | Oberhessen 12/Bingenheim-Nidda             | II         | 0               |
| Philipp Hax                                        | Starkenburg 5/Pfungstadt                   | 0          | 0               |
| Georg Wilhelm Friedrich Heyer                      | Oberhessen 4/Lauterbach                    | 0          | 0               |
| Karl Kekulé                                        | Oberhessen 10/Butzbach                     | II         | 0               |
| Johannes Martin Keller                             | Oberhessen 14/Büdingen                     | II         | 0               |
| Johann Maria Kertell                               | Rheinhessen/Stadt Mainz                    | I, II      | 0               |
| Georg Christoph Kick                               | Oberhessen/Stadt Alsfeld                   | 0          | 0               |
| Johann Friedrich Knapp                             | Starkenburg 7/Heppenheim-Fürth             | I, II, III | 0               |
| Philipp Casimir Krafft                             | Starkenburg/Stadt Offenbach                | I          | 0               |
| Claus Kröncke                                      | Starkenburg/Stadt Darmstadt                | III        | 0               |
| Christian Lauteren                                 | Rheinhessen/Stadt Mainz                    | 0          | 0               |
| Ludwig Lenz                                        | Oberhessen 3/Heuchelheim                   | 0          | 0               |
| Johann Martin Lochmann                             | Starkenburg 8/Wald-Michelbach              | 0          | 0               |
| Heinrich Philipp Ludwig                            | Starkenburg 9/Erbach                       | 0          | 0               |
| Peter Made                                         | Starkenburg 12/Groß-Bieberau               | 0          | 0               |
| Franz Ludwig Freiherr von Maubuisson               | Rheinhessen/Stadt Worms                    | 0          | 0               |
| Johann Meyer                                       | Oberhessen 8/Grünberg                      | 0          | (Grünberg)      |
| Peter Mayer                                        | Rheinhessen/Stadt Bingen                   | I, III     | (Mainz)         |
| Franz Merkel                                       | Starkenburg 1/Heusenstamm                  | 0          | 0               |
| Wilhelm Metternich                                 | Rheinhessen 2/Ober-Ingelheim-Gau Algesheim | 0          | 0               |
| Johannes Neeb (Niedersaulheim)                     | Rheinhessen 3/Wöllstein                    | III        | 0               |
| Johannes Caspar Neeb                               | Oberhessen 7/Schotten                      | 0          | (Felda)         |
| Franz Joseph Perrot                                | Rheinhessen 1/Alzey                        | I          | 0               |
| Jakob Pistorius                                    | Rheinhessen 8/Osthofen                     | 0          | 0               |
| Daniel Prinz                                       | Oberhessen 1/Battenberg                    | 0          | 0               |
| Friedrich von Nordeck zur Rabenau                  | Grundherrlicher Adel                       | III        | 0               |
| Johannes Reuter                                    | Oberhessen 6/Homberg (Ohm)                 | 0          | 0               |
| Heinrich von Rodenstein                            | Grundherrlicher Adel                       | III        | 0               |
| Ernst Schenk                                       | Starkenburg 11/Umstadt                     | 0          | 0               |
| Friedrich von Schenk                               | Grundherrlicher Adel                       | I          | (Waldershausen) |
| Ludwig von Schenk                                  | Grundherrlicher Adel                       | I, II      | (Sorge)         |
| Christoph Jacob Weber                              | Starkenburg 3/Langen                       | 0          | 0               |
| Heinrich Wieger                                    | Rheinhessen 5/Nieder-Olm.Bretzenheim       | I, II      | 0               |
| Andreas Zöppritz                                   | Starkenburg/Stadt Darmstadt                | 0          | 0               |

## Das Staatsministerium
- Staatsminister Karl Ludwig Wilhelm von Grolman
- Geheimer Staatsrat Heinrich Karl Jaup
- Geheimer Staatsrat Peter Joseph Freiherr von Gruben
- Geheimer Staatsrat Johann Matthäus Freiherr von Lehmann
- Geheimer Staatsrat Johann Wilhelm Wernher
- Geheimer Staatsrat Karl Wilhelm von Kopp
- Geheimer Staatsrat August Konrad Hofmann
- Geheimer Staatsrat Carl Joseph von Wreden
- Geheimer Staatsrat Ernst Wilhelm Zimmermann († 21. Dezember 1820)